# Nací: textos de la memoria y el olvido
Nací: textos de la memoria y el olvido (en francés, Je suis né) es un libro póstumo del escritor francés Georges Perec (1936-1982). Fue publicado por primera vez en 1990 bajo la dirección de Maurice Olender y con la colaboración de Eric Beaumatin, Marcel Bénabou y Philippe Lejeune, en la colección «La librairie du XXe siècle» de la editorial francesa Éditions du Seuil. En castellano se publicó por primera vez en 2006, en la colección «Voces» de la editorial española Abada Editores, con traducción de Diego Guerrero.
El libro es una recopilación de textos de distintas procedencias, algunos inéditos aunque la mayoría publicados anteriormente por separado, esbozos de un proyecto más ambicioso, que consistía en la elaboración de cuatro obras de tipo autobiográfico y que se titularían: W, El árbol (L'Arbre), Lugares en los que he dormido (Lieux où j'ai dormi) y Lugares. De estos cuatro, sólo se publicó una variación del primero, bajo el nombre de W o el recuerdo de la infancia; el último, basado en un programa de entregas duodecenales, fue abandonado a medias luego de seis años.

## Contenido
| Texto                                                                             | Argumento |
| --------------------------------------------------------------------------------- | --- |
| «Nací»                                                                            | Sobre las dificultades de escribir sobre uno mismo. |
| «Los lugares de una fuga»                                                         | Relato en tercera persona de una huida de su casa en 1947, a los once años de edad, desde que decide no entrar a clases hasta que lo encuentra un hombre y lo lleva a la comisaría, adonde lo van a buscar su tío y su prima. |
| «El salto en paracaídas»                                                          | Rememorando los saltos en paracaídas durante su servicio militar, donde pese al miedo tenía que saltar igual, Perec insta a sus compañeros de la revista Arguments a que ésta se lance de una vez, pese a las incertidumbres existentes, esta vez de tipo intelectual. |
| «Kléber Chrome»                                                                   | Sobre la frustrada búsqueda personal de Kléber Chrome, protagonista de la novela Un buen comienzo (1967) de Alain Guérin. |
| «Carta a Maurice Nadeau»                                                          | Carta a Maurice Nadeau sobre sus proyectos literarios a mediano y largo plazo: - Primeros trabajos relativos a un proyecto general de Producción Automática de Literatura Francesa (PALF): proyecto conjunto con Marcel Bénabou. - El árbol. Historia de Ester y su familia: descripción de su árbol genealógico narrada con una estructura de árbol. - La edad: sensaciones ligadas a los treinta años. - Loci soli, Soli Loci o Lieux (Lugares): descripción metódica de distintos lugares a lo largo de doce años; Lugares en los que he dormido. - W: novela de aventuras situada en Tierra del Fuego. |
| «Los ñoqui del otoño o respuestas a algunas preguntas que tienen que ver conmigo» | Preguntas existenciales acerca de su condición de escritor. |
| «El sueño y el texto»                                                             | Sobre su costumbre adquirida de escribir sus sueños, varios de los cuales fueron publicados en su libro La cámara oscura: 124 sueños (1973) y que ya no son más que textos lejanos a sus recuerdos. |
| «El trabajo de la memoria (entrevista con Frank Venaille)»                        | Sobre el uso de la memoria individual y colectiva en la obra de Perec, en particular en Me acuerdo. |
| «Ellis Island Descripción de un proyecto»                                         | Sobre la Isla Ellis ubicada en el puerto de Nueva York, que representó la bienvenida a millones de inmigrantes europeos a Estados Unidos entre 1892 y 1924, pero que después se convirtió en un centro de detención para inmigrantes ilegales, acabando como monumento nacional, cerrado al público la mitad del año. De cómo Perec se identifica con este tema, retratado en su guion para el documental Récits d'Ellis Island (1980), en su calidad de francés de origen judío que fue privado de la cultura de sus padres.                                                                              |
| «Algunas de las cosas que debería hacer en cualquier caso antes de morir»         | Treinta y siete cosas que le gustaría o habría gustado hacer antes de morir. |

### Procedencias de los textos
El Fondo Georges Perec mencionado en las siguientes fuentes se conserva en la Association Georges Perec de París.
1. ↑  Extracto sin título del «Pequeño cuaderno negro» de textos preparatorios para W o el recuerdo de la infancia (Fondo Georges Perec), publicado en 1988 en los Cuadernos Georges Perec, n.º 2 (Textuel 33/44, n.º 21, Université Paris-VII-Jussieu), pp. 161-163.
2. ↑  El texto «Les Lieux d’une fugue» proviene de la dactilografía original de Perec (Fondo Georges Perec). Fechado en mayo de 1965, se publicó con errores en la revista Presence et regards n.º 17-18, 1975, pp. 4-5 y 32. Este relato es el origen de la producción cinematográfica Les lieux d'une fugue, dirigida por Perec para el INA en 1976.
3. ↑  Transcripción de una declaración de Perec al final de una reunión del grupo de la revista Arguments el 10 de enero de 1959. La grabación de la reunión fue depositada en el IMEC (Institut Mémoires de l'édition contemporaine) por Jean Duvignaud, junto a los archivos de la revista. Una primera versión defectuosa del discurso fue publicado anteriormente en Le Scarabée international n.º2, 1982, pp. 77-84.
4. ↑  Nota crítica sobre la novela Un buen comienzo (Bourgois, 1967) de Alain Guérin, publicada con el título «Une quête en rond» y con leves variaciones en Quinzaine littéraire n.º 24, 15 de marzo de 1967, p. 8. Dactilografía original conservada en el Fondo Georges Perec.
5. ↑  Carta inédita del 7 de julio de 1969,[10] presentada por Philippe Lejeune al Perec Colloquium de Londres, en marzo de 1988, y hasta entonces nunca publicada completa. Dactilografía original conservada en el Fondo Georges Perec.
6. ↑  Publicado anteriormente como «Respuestas a algunas preguntas que tienen que ver conmigo» por la redacción de «Autoportrait» en revista Cause commune n.º 1, mayo de 1972, pp. 19-20; luego se publicó también en Le Scarabée international n.º2, 1982, pp. 85-88.
7. ↑  Publicado anteriormente en Le Nouvel Observateur n.º 741, 22 de enero de 1979, p. 46, con el título de la redacción «Mon expérience de rêveur». Dactilografía original conservada en el Fondo Georges Perec.
8. ↑  Entrevista con Frank Venaille publicada con el título «Perec, le contraire de l'oubli» en Monsieur Bloom n.º 3, marzo de 1979, pp. 72-75.
9. ↑  Publicado con el sobretítulo «E comme Emigration» en el Catalogue pour les Juifs de maintenant (Recherches, n.º 38, septiembre de 1979, pp. 51-54).
10. ↑  Versión escrita de una participación de Perec en 1981 en la serie radiofónica de Jacques Bens, «Les cinquante choses que je voudrais faire avant de mourir», para la emisión Mi-fugue, mi-raisin de Bertrand Jérôme (France-Culture, noviembre de 1981). Dactilografía original conservada en el Fondo Georges Perec. Una versión muy parecida, hecha a partir de una grabación, fue anteriormente publicada en Télérama, n.º 2070, 13 de septiembre de 1989, p. 15.